# Fable
Fable là một trò chơi điện tử nhập vai hành động đầu trong dòng trò chơi Fable. Nó được phát triển bởi Lionhead Studios ban đầu cho hệ Xbox sau đó Big Blue Box (một vệ tinh của Lionhead) phát hành trò chơi cho hệ điều hành Mac OS X và Windows. Trò chơi phát hành trên hệ Xbox vào ngày 14 tháng 9 năm 2004. Phiên bản cho hệ điều hành Windows cùng Xbox có tên Fable: The Lost Chapters phát hành vào tháng 9 năm 2005, Feral Interactive đã phát hành trò chơi cho hệ điều hành Mac ngày 31 tháng 3 năm 2008. Phiên bản làm lại của trò chơi là Fable Anniversary đã được thực hiện và phát hành ngày 04 tháng 2 năm 2014 cho hệ Xbox 360 và ngày 12 tháng 9 năm 2014 cho Windows.
Trò chơi được phát triển dưới tên Project Ego, Fable được phát triển bởi một đội ngũ trên 150 người. Âm nhạc được soạn bởi Russell Shaw với bài hát mở đầu được soạn bởi người từng được đề cử giải Oscar là Danny Elfman. Việc phát hành trò chơi được trông đợi rất nhiều vì Peter Molyneux người nổi tiếng với trò chơi Black & White khai sinh ra dòng trò chơi nhập vai thần thánh cũng tham gia vào việc phát triển và quảng bá trò chơi. Fable đã nhận được nhiều phê bình tốt về chất lượng của trò chơi mặc dù có một số hứa hẹn ban đầu không xuất hiện trong trò chơi. Fable nằm trong nhóm trò chơi bán chạy nhất tháng 9 năm 2004, tính đến năm 2007 trò chơi đã bán được hai triệu bản. Trò chơi có hai phiên bản nối tiếp là Fable II năm 2008 và Fable III năm 2010, phiên bản Fable: The Journey cũng đã được phát hành năm 2012 còn Fable Legends đang được phát triển.

## Phát triển
Fable là trò chơi đầu tiên được phát triển bởi Big Blue Box một vệ tinh của Lionhead Studios của Peter Molyneux. Dene và Simon Carter hai người sáng lập của Big Blue Box, nói rằng dự án đầu tiên của họ đáng lẽ phải đáp ứng một số tiêu chí để được chấp nhận bởi các nhà phát hành, nhưng họ không quan tâm đến sản xuất một tiêu đề chung chung như vậy. Để có chi phí cho việc hoạt động studio non trẻ, Molyneux đã đề nghị studio trở thành "vệ tinh" của Lionhead, để từ đó có được công nghệ và sự giúp đỡ của Lionhead giúp Big Blue Box tập trung vào việc phát triển trò chơi. Carters muốn tạo ra các trò chơi nhập vai mà không giống với bất kỳ trò chơi nào trước đây. Sau khi gặp một số khó khăn trong việc tìm kiếm nhà phát hành, Box Big Blue đã được Microsoft liên lạc với việc ngỏ ý muốn cung cấp hợp đồng phát hành cho trò chơi của họ.
Fable được phát triển dưới tên Project Ego. Trò chơi mất khoảng bốn năm để hình thành, với một nhóm khoảng 70 nhà phát triển làm việc liên tục với nó. Những ý tưởng chính để phát triển và tạo dựng Fable là nhân vật anh hùng sẽ phản ánh trực quan kinh nghiệm của mình và thế giới sẽ phản ứng một cách thích hợp với các hành động của người chơi. Fable được lưu ý rằng có sự hài hước và bầu không khí hơi vô lý giống truyện cổ tích hơn trong trò chơi khác xa so với những gì đã được nhìn thấy trên các trò chơi nhập vai hiện đại khi đó.
Âm nhạc của Fable được soạn bởi Russell Shaw người từng hợp tác soạn âm nhạc cho các trò chơi trước của Molyneux như Magic Carpet và Black & White. Công việc hòa tấu được giao cho Danny Elfman. Elfman đã lưu ý trong một cuộc phỏng vấn là âm nhạc trong các bộ phim đôi khi không thích hợp khi sử dụng trong các trò chơi, một phần là do nhiều nhà phát triển trò chơi muốn âm thanh được tạo ra từ cả một dàn hòa tấu mô tả một loạt các sự kiện, chứ không phải từng người riêng biệt. Elfman nhấn mạnh rằng các nhà phát triển trò chơi thường sử dụng các dàn hòa tấu, mà Shaw thấy rằng sẽ gây khó khăn hơn so với các dự án trước mà ông từng tham gia.

## Đón nhận
Fable nhận được nhiều đánh giá tốt. Phiên bản Xbox của trò chơi nhận được điểm trung bình là 85% tại Metacritic và Game Rankings. Trò chơi cũng đã giành được hơn 50 danh hiệu và trở thành trò chơi bán chạy nhất trên Xbox tại thời điểm phát hành khi đó. Hệ thống chiến đấu của trò chơi được khen là hoạt động tốt. Các thành viên của 1UP.com đã đánh giá cao những cách mà một trận đánh có thể được thực hiện cũng như các mini-game trong trò chơi.
Marc Saltzman của USAToday.com nói "Trò chơi có thể thỏa mãn người chơi với chiều sâu đáng kinh ngạc với cách chơi, kết thúc mở, cốt truyện hay và thậm chí trở nên hay hơn khi đã đi thám hiểm được nửa cốt truyện". Fable được khen ngợi với khả năng làm mọi thứ trong trò chơi và thế giới trong đó sẽ phản ứng lại đúng với những gì người chơi đã thực hiện. Mặc dù vậy nó vẫn có một số khuyết điểm như thiết kế nhân vật nhạt nhẽo lặp đi lặp lại.
Độ dài của nhiệm vụ chính cũng bị nói là quá ngắn nhưng lại được khen là có một mảng lớn các nhiệm vụ phụ thú vị. Một trong những lời phàn nàn là một số hứa hẹn về thiết lập mà Peter Molyneux nói đến khi trò chơi còn trong giai đoạn phát triển không xuất hiện. Một trong số đó là khả năng nhân vật anh hùng có thể có con khi lập gia đình nhưng thiết lập này không có trong bản đầu mà chỉ có từ bản Fable II.
Bản Fable: The Lost Chapters trên hệ Xbox và máy tính cá nhân cũng nhận được đánh giá tốt. Nhưng điểm trung bình tại Metacritic và Game Rankings hơi thấp hơn một tý. Greg Kasavin tại Gamespot đã nói là trò chơi được bổ sung thêm các nội dung mới để tránh nó trở nên cũ kỹ và nham chán. 1UP.com đã đánh giá là nội dung mới không làm thay đổi bản Fable, nhưng nó có thêm nhiều nhiệm vụ hơn và giải quyến các than phiền trong bản gốc như việc cốt truyện quá ngắn. GamePro và IGN thì đánh giá bản The Lost Chapters trên máy tính tốt hơn phiên bản gốc của nó trên Xbox.
Fable có doanh thu khá tốt 375.000 bản được bán trong tuần đầu tiên phát hành tại thị trường Bắc Mỹ và 600.000 bản được tiêu thụ trong tháng. Vào cuối năm 2006 trò chơi đã bán được 2 triệu bản. Năm 2005, Microsoft Game Studios tuyên bố Fable có thể chơi được trên hệ máy Xbox 360. Trò chơi có hai phiên bản nối tiếp là Fable II năm 2008 và Fable III năm 2010, phiên bản Fable: The Journey cũng đã được phát hành.